# 육체의 악마 (1947년 영화)
육체의 악마(프랑스어: Le diable au corps)는 클로드 오탕 라라 감독의 1947년 프랑스 영화이다. 미셸린 프레슬, 제라르 필리프가 주연으로 출연하였다. 레몽 라디게의 소설에 기반을 두고 있다.
무성영화시대에 전위영화 서클에 있었던 오탕 라라는 제2차 대전 중에 단독적인 감독이 됐는데, 이것은 대전 후의 제2작이지만 그의 최고작이다. 레이몽 라디게의 소설을 영화화 한 것으로서 전쟁이 두 사람의 연애와 결혼의 행복을 파괴한 폭력으로서, 눈에 보이지 않는 악역을 연출한다. 두 연인이 거의 순진할 만큼 아름답게 묘사되므로 전쟁의 참혹성이 은연 중에 피부에 느껴진다. 전쟁 반대의 의도를 내포하는 비련영화(悲戀映畵)이다.

## 줄거리
1918년, 제1차 세계대전 휴전의 날, 프랑수아(필립)는 자기보다 나이 많은 애인 마르토(프레일)와 사별하게 된다.남의 아내인 그녀는 프랑수아의 아이를 낳자마자 죽게 된 것이다. 두 사람은 임시 병원으로 되어 있는 학교에서 서로 알게 되어 서로 애인이 된다. 마르토는 출정 군인과 약혼했었으므로 프랑수아와 결혼할 수는 없었는데도 그와 사랑하다가 임신한다. 휴전을 며칠 앞두고 파리로 놀러 갔던 바 요정에서 마르토는 실신했으며, 병원에서 간호를 했으나 파리 교외의 자기 집으로 돌아가서 아이를 낳고 죽었다. 프랑수아가 연인의 출관(出棺)을 전송할 때 휴전을 고하는 종이 울린다.